# Буреги (Старорусський район)
Буреги (рос. Буреги) — присілок в Старорусському районі Новгородської області Російської Федерації.
Населення становить 370 осіб. Входить до складу муніципального утворення Наговське сільське поселення.

## Історія
Від 2004 року входить до складу муніципального утворення Наговське сільське поселення.

## Населення
| 2009 | 2010 |
| ---- | ---- |
| 334  | ↗370 |